# Anton Blünegger
Anton Blünegger (* 13. September 1940 in Graz) ist ein ehemaliger österreichischer Politiker (FPÖ) und Bohrwerksdreher in Ruhe. Blünegger war 1990 sowie von 1996 bis 1999 Abgeordneter zum Österreichischen Nationalrat.
Blünegger besuchte von 1946 bis 1951 die Volksschule und im Anschluss bis 1955 die Hauptschule. Er erlernte von 1955 bis 1958 den Beruf des Drehers und leistete 1960 den Präsenzdienst ab. Er war in der Folge von 1958 bis 1960 Facharbeiter in der Maschinenfabrik Andritz und ab 1961 Bohrwerksdreher in der Jenbacher Werke AG. 
Blünegger gehörte ab 1986 dem Gemeinderat der Marktgemeinde Jenbach an und wurde 1983 zum Landesparteiobmannstellvertreter der FPÖ Tirol gewählt. Er war ab 1987 Mitglied des Bundesparteivorstandes und hatte in der Zeit von 1989 bis 1994 die Funktion des Vizepräsidenten der Kammer für Arbeiter und Angestellte für Tirol inne. Ab 1989 war er zudem Kammerrat der Kammer für Arbeiter und Angestellte für Tirol und von 1991 bis 1997 Mitglied des Bundesvorstandes des ÖGB, nachdem er bereits ab 1969 als Betriebsrat in der Jenbacher Werke AG 1969 aktiv gewesen war. Des Weiteren hatte Blünegger das Amt des Landesobmanns der Freiheitlichen Arbeitnehmer in Tirol inne. Blünegger war in der XVII. Gesetzgebungsperiode vom 15. März 1990 bis zum 4. November 1990 kurzfristig dem Nationalrat an und vertrat die FPÖ ab 15. Jänner 1996 erneut im Nationalrat. Nachdem er die Liste von Richard Lugner unterstützt hatte, wurde Blünegger aus der FPÖ ausgeschlossen und war ab 31. August 1999 ohne Klubzugehörigkeit. Er schied am 28. Oktober 1999 aus dem Nationalrat aus.

## Auszeichnungen
- Ehrenring der Marktgemeinde Jenbach[2]